# Martin Weigel (Pfarrer)
Martin Rudolf Johannes Weigel (* 1866 in Rothenburg ob der Tauber; † 1943 in Nürnberg) war ein deutscher evangelischer Geistlicher, Chronist und Heimatforscher.

## Leben
Weigel stammte aus einer evangelischen Pfarrersfamilie. Sein Vater Johann Jakob Weigel kam 1866 an die Pfarrei St. Jakob in Rothenburg.
Weigel wuchs in Rothenburg auf, studierte Theologie, promovierte und kam 1896 nach Rothenburg ob der Tauber zurück, wo er eine Pfarrstelle erhielt und 25 Jahre lang wirkte. 1909 wählten ihn die Rothenburger in den Stadtrat.
Die Familie verzog 1921 nach Nürnberg, wo Weigel bis zu seiner Pensionierung 1925 in der Vorstadtpfarrei St. Leonard tätig war. Im selben Jahr (1925) trat er der NSDAP bei. Gegen den Willen der Kirchenoberen setzte er sich am 1. August 1926 erfolgreich für eine kirchliche Fahnensegnung der SA-Standarten in der Lorenzkirche ein.

## Werke (Auswahl)
- Rothenburger Chronik, Schneider, 1904, 276 Seiten
- Führer durch Rothenburg O.T., Trenkle, 1911, 68 Seiten
- Führer durch Rothenburg o. T.: Mit 2 Plänen und zahlreichen Ansichten., C. H. Trenkle, 1912, 80 Seiten
- Dr. Conrad Konhofer (1452): Ein Beitrag zur Kirchengeschichte Nürnbergs, Druck von J.L. Stich, 1928, 132 Seiten